# Révolte du tabac
La révolte du tabac est menée en Iran par le clergé chiite et les intellectuels iraniens, en réponse aux concessions sur le marché du tabac accordées par Nasseredin Shah au Royaume-Uni en 1890.
La manifestation a été organisée par des marchands de Téhéran en solidarité avec les religieux. La protestation a atteint son apogée en décembre 1891, lorsqu'une fatwa de Mirza Hassan interdisant la culture, la consommation et le transport du tabac est promulguée par l'autorité religieuse et largement suivie par la population.